# سعيد بن سرور
سعيد بن سرور مدرب عالمي لسباقات الخيل من الإمارات العربية المتحدة. ولد في دبي في 16 نوفمبر1968، نال لقب أفضل مدرب خمس مرات منها مرة واحدة على مستوى العالم، وأربع مرات على مستوى بريطانيا.

## خيول جودولفين
يقوم سعيد بتدريب خيول فريق جودولفين وحقق الفوز في مئات السباقات العالمية في طوال 19 سنة.

### خيول دربها وفازت

#### في كأس دبي العالمي
تجري هذه السباقات على مضمار ميدان لسباقات الخيل وقد فازت خيول الفريق التي دربها خمس مرات:
- دبي ملينيوم 2000
- المتوكل 1999
- ستريت كراي 2002
- مون بلود 2003
- إلكتروكوشنست 2006

#### سباقات عالمية أخرى
الخيول التي دربها سعيد بن سرور فازت في أكبر السباقات العالمية في الولايات المتحدة الأمريكية وبريطانيا وفرنسا وأستراليا
وأيرلندا وألمانيا وإيطاليا وكندا وهونغ كونغ واليابان والإمارات وسنغافورة وتركيا منها على سبيل المثال:
- لم تر 1995
- سوين 1997
- سوين 1998
- ديلامي 1999
- مارك اوف ستيم
- فنتاستك لايت
- دبي ملينيوم
- المتوكل
- إلكتروكيوشنتست
- مون بلد
- ستريت كراي
- هنترزلايت
- كيب كروس
- هولينغ
- كيب فيردي
- سخي
- فرح

ومئات الخيول الأخرى التي حققت الفوز في مختلف المضامير العالمية.

## جوائز وألقاب
- نال جائزة الديربي البريطاني كأفضل مدرب عالمي وتم تكريمه خلال الحفل السنوي لجوائز الديربي في ديسمبر 1999
- ونال سعيد بن سرور لقب أفضل مدرب في بريطانيا أربع مرات أعوام 1996، و1998، و1999، و2004

فاز ست مرات متتالية بأفضل مدرب في سباقات كرنفال دبي العالمي للخيول 2008 و2009 و2010 و2011 و2012و2013
استطاع بواسطة الحصان هنترز لايت في عام 2013 ان يحقق الفوز المائتين في الفئة الأولى العالمية وهذا إنجاز لم يحققه أحد من قبل في تاريخ سباقات الخيل العالمية.